# شيخاني
شيخاني (بالروسية: Шиханы) هي إحدى مدن روسيا في الكيان الفدرالي الروسي ساراتوف أوبلاست.